# Gamaches
 Gamaches ist eine französische Gemeinde mit 2421 Einwohnern (Stand 1. Januar 2022) im Département Somme in der Region Hauts-de-France. Sie gehört zum Arrondissement Abbeville und ist Hauptort des Kantons Gamaches.

## Bevölkerungsentwicklung
| Jahr      | 1962 | 1968 | 1975 | 1982 | 1990 | 1999 | 2009 |
| Einwohner | 3194 | 3216 | 3467 | 3270 | 3099 | 2949 | 2820 |

## Sehenswürdigkeiten
- Kirche Saint-Pierre-et-Saint-Paul (ab 13. Jahrhundert, Monument historique 1862)
- Zwei Türme der alten Burg (12.–13. Jahrhundert, Monument historique 1986)

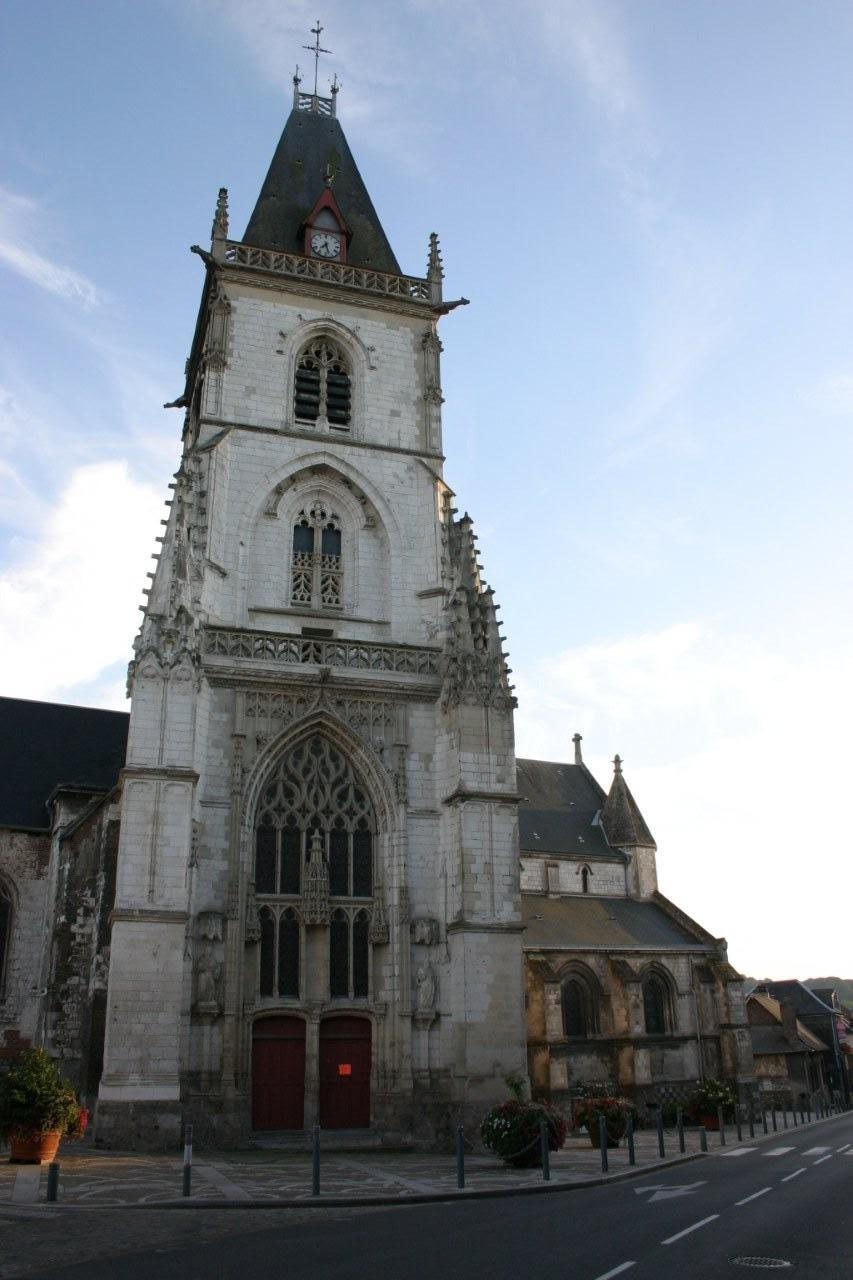
Kirche Saint-Pierre-et-Saint-Paul
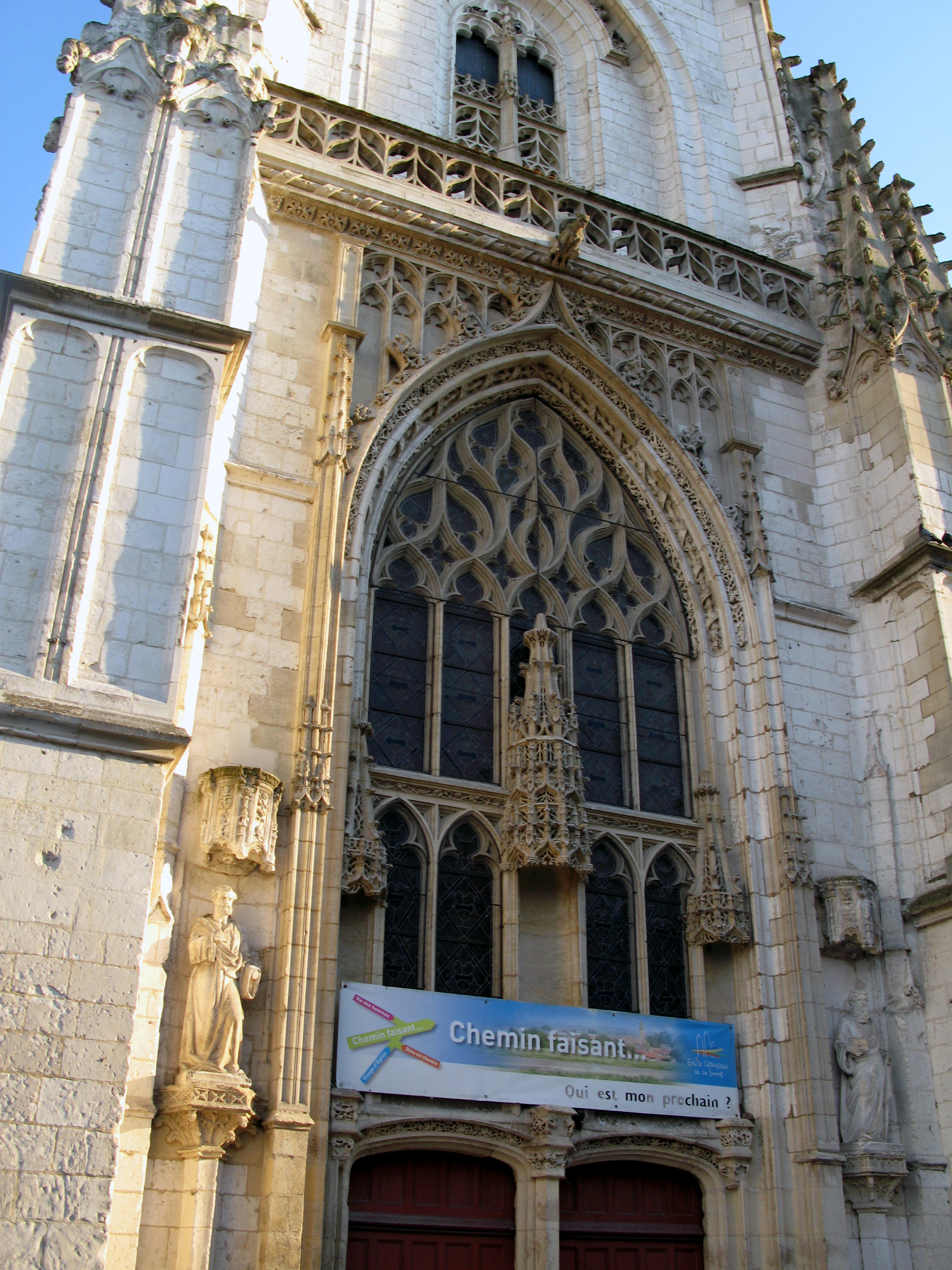
Teilansicht der Kirche
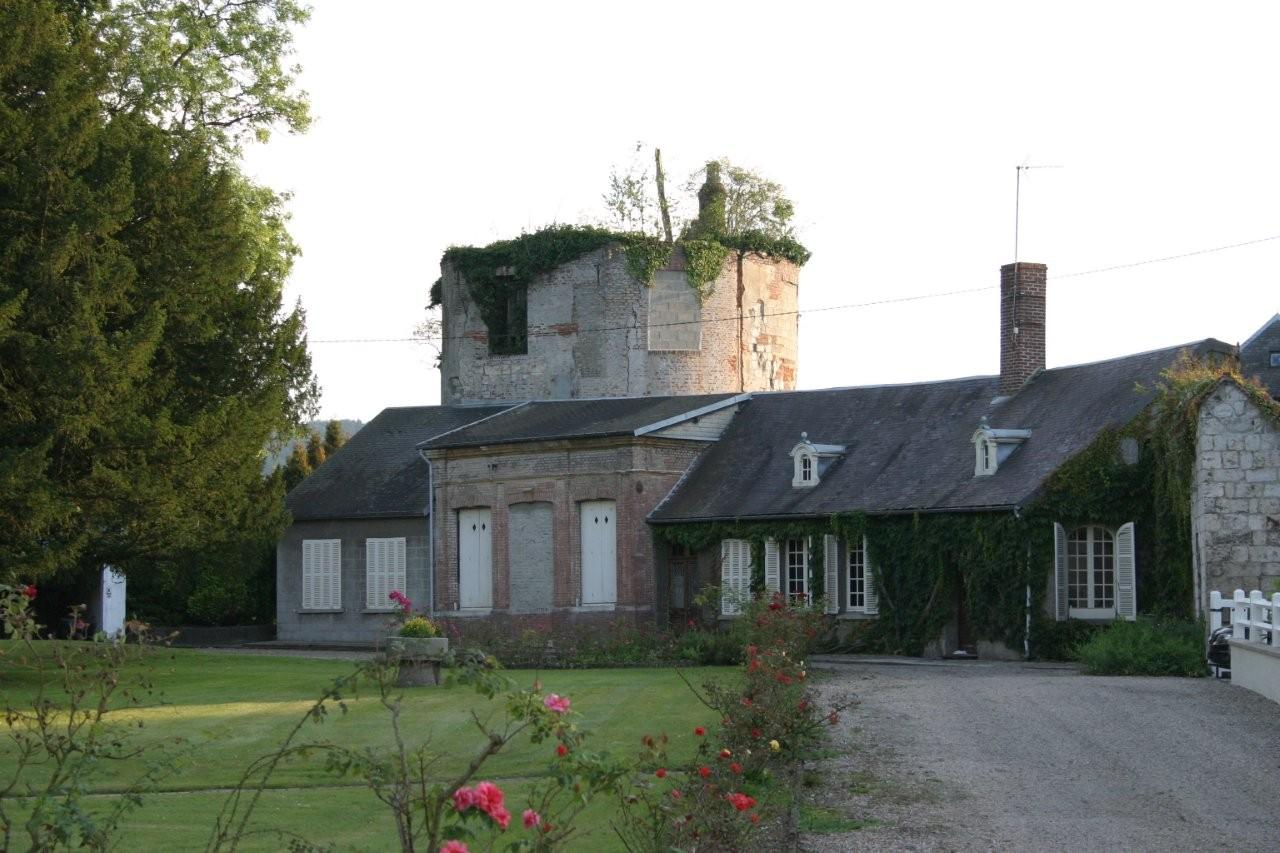
Turm der Burg

## Persönlichkeiten
- Aénor de Saint-Valéry († 1250), Erbin von Gamaches
- Robert III. (1185–1234), Graf von Dreux, Seigneur de Gamaches als Ehemann von Aénor de Saint-Valerý
- Johann I. (1215–1249), deren Sohn, Graf von Dreux, Seigneur de Gamaches
- Robert IV. (1241–1282), dessen Sohn, Graf von Dreux, Seigneur de Gamaches
- Johann II. (1265–1309), dessen Sohn, Graf von Dreux, Seigneur de Gamaches
- Peter I. (1298–1345), Graf von Dreux, Seigneur de Gamaches
- Joachim Rouault († 1478), Seigneur de Gamaches, Marschall von Frankreich